# August Heyn
August Heyn (* 18. Januar 1879 in Reetz in der Neumark, Kreis Arnswalde; † 13. Dezember 1959 in Berlin) war ein deutscher Lehrer und Reformpädagoge. Er prägte im ersten Drittel des 20. Jahrhunderts das Konzept einer Gartenarbeitsschule und setzte es als Pionier um.

## Leben und Leistungen
Nach seiner Lehrerausbildung in Friedeberg trat Heyn 1899 in den öffentlichen Schuldienst ein und wurde im Vorstand des Neuköllner Lehrervereins tätig. Dieser unterstützte 1914 seine Forderung, Öd- und Bauland mit Jungen und Mädchen gärtnerisch bearbeiten zu dürfen. Auf diese Weise wollte er dem Hunger der Kriegsjahre begegnen und die Jugend von der Straße holen.
Im Frühjahr 1915 wurden auf 10 Morgen (25.000 Quadratmeter) die ersten so genannten Kriegskolonien oder Schulkolonien eingerichtet, welche 1916 der Schulverwaltung unterstellt wurden. Im Jahr 1918 wurde August Heyn in den Krieg eingezogen, aus dem er gegen Ende desselben Jahres unversehrt heimkehrte.
Danach musste er feststellen, dass die Schulverwaltung das Interesse an den Schulkolonien verloren hatte. Dies hielt August Heyn jedoch nicht von der Wiederbelebung seiner Idee ab. Er wurde Mitglied im Bund Entschiedener Schulreformer, zu denen u. a. auch Fritz Karsen und Anna Siemsen gehörten. Als SPD-Abgeordneter der Neuköllner Stadtverordnetenversammlung unterstützte er die Idee der Arbeitsschule und forderte die Einrichtung einer Gartenarbeitsschule. Der damalige Stadtschulrat Artur Buchenau, der spätere Begründer der Neuköllner Volkshochschule, wurde zum intellektuellen Kopf der Idee August Heyns. Er setzte am 23. Oktober 1919 im Magistrat den Beschluss durch, eine Gartenarbeitsschule einzurichten. Das Bezirksparlament beschloss am 31. März 1920 die Eröffnung zum 1. April 1920; dies war die Geburtsstunde der ersten Gartenarbeitsschule in Neukölln am Teltowkanal im Rahmen der Arbeitsschulbewegung innerhalb der Reformpädagogik.
Artur Buchenau setzte August Heyn als ersten Leiter ein. Er wurde beauftragt, die Schule nach seinen Vorstellungen zu führen. Trotz heftigsten Widerstandes des Bezirksparlaments wurde August Heyn zum Rektor der 5. Gemeindeschule im Mariendorfer Weg 69/73, der er als Leiter der Gartenarbeitsschule zugeordnet war, ernannt.
1921 erschien in Breslau sein Buch Die Gartenarbeitsschule, eine der bedeutenden Veröffentlichungen aus der Zeit Reformpädagogik. In diesem Buch beschreibt er ausführlich die Neuerungen an dieser Art des Unterrichts. So verbrachten die Schüler z. B. zehn Stunden pro Woche in der Gartenarbeitsschule. Zwei Vormittage mit jeweils fünf Stunden wurden in der Gartenarbeitsschule abgehalten: vier Stunden Naturkunde, zwei Stunden Raumlehre und vier Stunden Turnen und Spiel. Es wurden auch Fächer wie Physik, Chemie, Mineralogie und Geometrie gelehrt. Durch die Lage am Teltowkanal war das Wirtschaftsleben zu beobachten und durch Gespräche mit den Schiffern waren deren Lebenswelt und Nöte zu erfahren.
In den so genannten Frankfurter Leitsätzen hat August Heyn übergeordnete Ziele formuliert. Dort wird u. a. genannt:
- gleichberechtigte Anerkennung körperlicher und geistiger Arbeit,
- Überbrückung der Kluft zwischen Stadt und Land,
- richtige Berufswahl der Kinder,
- Stärkung des Schönheitsgefühles, der Natur- und Heimatliebe, der Vaterlands- und Menschenliebe.

August Heyn ging es um die Erziehung von Kindern und Jugendlichen durch Arbeitsunterricht in Gemeinschaften zu gesunden, schaffenden, sozial denkenden, fühlenden und handelnden Menschen. Er sagte: „Wir brauchen Menschen mit sozialem Empfinden“.
Neben seiner Arbeit als Lehrer hielt August Heyn Vorträge zum Thema Gartenarbeitsschulen, schrieb Artikel und trug dazu bei, dass sehr bald auch in anderen Berliner Bezirken wie z. B. in Wilmersdorf und Schöneberg ähnliche Einrichtungen entstanden. In Neukölln entstanden sieben weitere Gartenarbeitsschulen, die in den Jahren 1922 und 1923 eröffnet wurden.

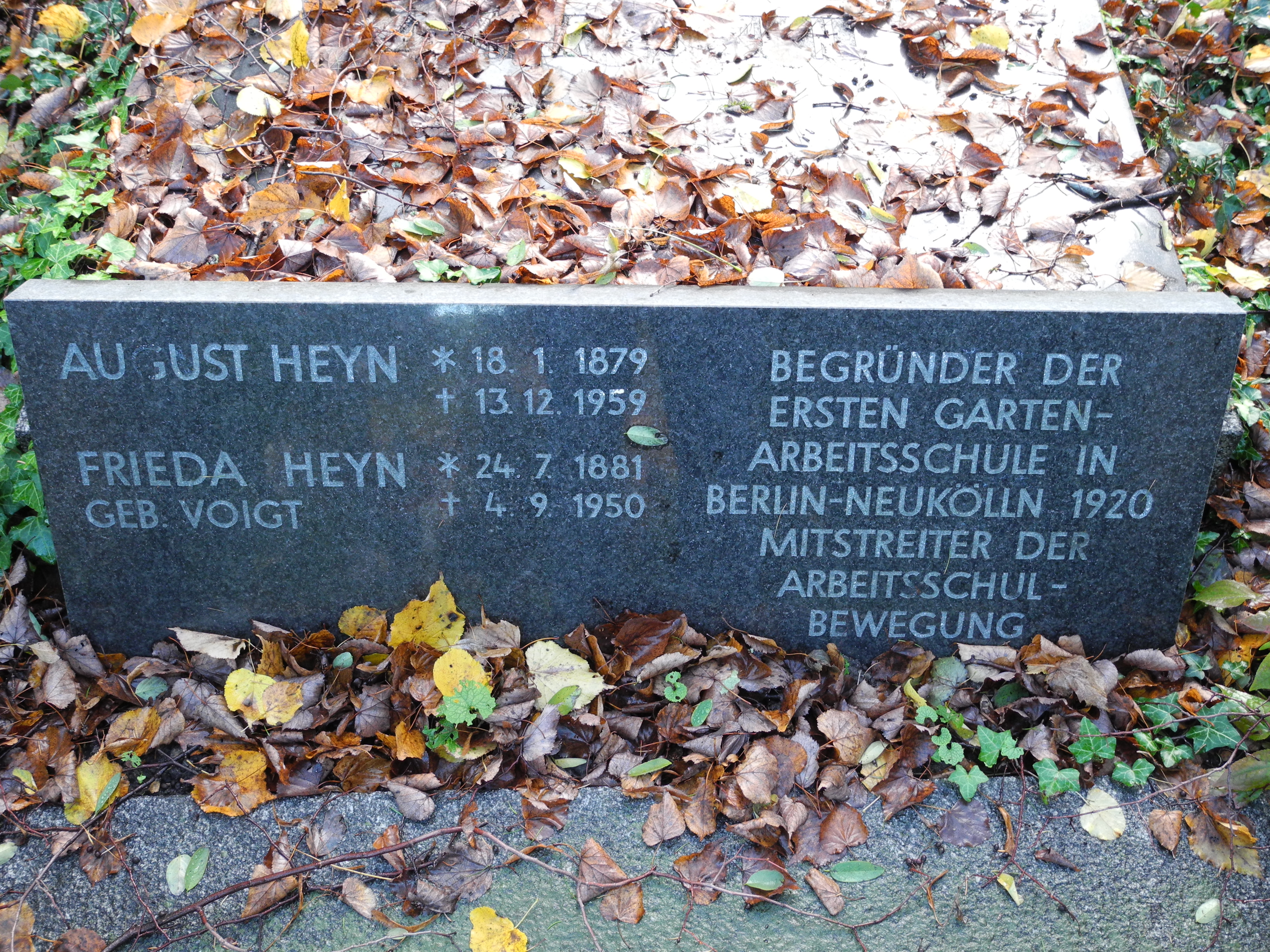
Grabstätte August Heyn und seiner Ehefrau Frieda, geb. Vogt, in Berlin-Kreuzberg, Friedrichswerderscher Friedhof II

1924 wurde August Heyn mit 45 Jahren in den Ruhestand versetzt. Da dieses auch jüngeren Kollegen geschah, ist zu vermuten, dass der Grund hierfür die große Finanznot Berlins war. Im gleichen Jahr leistet August Heyn einen neunmonatigen freiwilligen Militärdienst in Potsdam. 1925 zog August Heyn mit seiner Familie nach Reppen, wo er auf seinem eigenen Grundstück Obst- und Spargel anbaute, um ihn anschließend zu verkaufen.
Heyn trat zum 1. Februar 1933 der NSDAP bei (Mitgliedsnummer 1.444.576), wobei er in einem Fragebogen behauptete, schon seit 1931 Parteimitglied zu sein.
1945 wurde sein Grundstück in Reppen aus strategischen Gründen von SS-Einheiten requiriert. Man zwang die Familie, wieder zurück nach Berlin zu ziehen.
August Heyn war verheiratet. Seine Frau Frieda Heyn, geb. Vogt, geboren am 24. Juli 1881, starb am 4. September 1950 in Berlin. Aus der Ehe gingen zwei Kinder hervor: eine Tochter (geboren 1904) und der Sohn Hellmut (geboren 1908). August Heyn starb 80-jährig am 13. Dezember 1959 in Berlin. Ihm zu Ehren wurde 1995 die letzte noch erhaltene Gartenarbeitsschule in Neukölln in August-Heyn-Gartenarbeitsschule Neukölln umbenannt.

## Veröffentlichungen
- August Heyn: Die Gartenarbeitsschule. Mit einer Einführung von Artur Buchenau. Hirt-Verlag, Breslau 1921, DNB 573996385.